# Ларошфуко, Робер де
Граф Робер Жан Мари де Ларошфуко (фр. Robert de La Rochefoucauld: 16 сентября 1923 — 8 мая 2012) — французский аристократ, известный как член французского Сопротивления и боец Управления специальных операций (SOE) во время Второй мировой войны. После войны в течение тридцати лет занимал пост мэра Узуэр-сюр-Трезе, города на канале в долине Луары. Был награжден орденами «Кавалер Почетного легиона», «Военный крест », «Медаль сопротивления», а также британским орденом «За выдающиеся заслуги» и медалью «За выдающееся поведение».

## Биография

### Ранние годы
Родился в Париже и был одним из 10 детей в семье, проживавшей в фешенебельном районе недалеко от Эйфелевой башни. Его отец, Оливье де Ларошфуко и мать, дочь герцога де Майе, были представителями французского высшего  дворянства. В последние годы жизни  носил титул графа. Учился в частных школах Швейцарии и Австрии.

### Вторая мировая война

#### Французское Сопротивление
Когда нацистская Германия вторглась во Францию Ларошфуко было 16 лет. Его отец был арестован гестапо, поэтому с помощью французского Сопротивления в 1942 году Робер бежал в Испанию под чужим именем надеясь отправиться в Англию и присоединиться к движению де Голля. Он бежал с двумя сбитыми британскими летчиками, которые также скрывались от гестапо. Испанские власти (правительство Франсиско Франко) интернировали всех троих в концлагере Миранда-де-Эбро, но Робер выдал себя за англичанина и был доставлен в британское посольство.
Британцы были настолько впечатлены смелостью и изобретательностью Робера, что пригласили его присоединиться к Управлению специальных операций (SOE) — тайному подразделению, которое премьер-министр Уинстон Черчилль создал в 1940 году, чтобы работать с группами сопротивления на оккупированном немцами континенте. Принятый Шарлем де Голлем,  выразил затруднения при выборе между службой в Управлении специальных операций и Силах свободной Франции. Де Голль посоветовал поступить в SOE со словами: «Если это для Франции, то вперед».

#### Диверсант
Британцы отправили Робера в лагерь подготовки диверсантов в Шотландиию и обучили прыгать с парашютом, пользоваться взрывчаткой и другим полезным навыкам. В июне 1943 года его забросили во Францию, где он уничтожил электрическую подстанцию и взорвал железнодорожные пути в Аваллоне, но был схвачен и приговорен нацистами к смертной казни. Когда его везли на казнь, он выпрыгнул из грузовика, увернулся от пуль, а затем побежал по близлежащим улицам. Он оказался возле немецкого штаба, где заметил лимузин с развевающимся флагом со свастикой и ключи в замке зажигания. Он уехал на машине, а затем сел на поезд до Парижа где спрятался в одном из туалетов. Daily Telegraph цитирует его слова: «Когда мы прибыли в Париж, я почувствовал себя опьяненным свободой». Позднее Управление специальных операций эвакуировало его в Англию.
В мае 1944 года Ларошфуко вновь был заброшен во Францию. Переодевшись рабочим, он пронес взрывчатку на крупный завод по производству боеприпасов в Сен-Медар-ан-Жаль, недалеко от Бордо. За четыре дня он пронес 40 килограммов взрывчатки, спрятанной в выдолбленных батонах и специально сшитой обуви. 20 мая он привел взрывное устройство в действие и, перебравшись через стену, скрылся на велосипеде.
Вскоре Ларошфуко был снова заключен немцами в тюрьму в замке Fort du Hâ в Бордо. В камере он симулировал эпилептический припадок, а, когда охранник открыл дверь, Ларошфуко ударил его по голове ножкой стола, а затем сломал ему шею. Забрав форму и пистолет охранника, застрелил двух других охранников и вышел из замка. Отчаянно пытаясь избежать повторного ареста, связался с французским подпольщиком, сестра которого была монахиней. Надев ее рясу, незаметно пошел к дому другого агента, который его спрятал. Поскольку приближался день «Д», Ларошфуко не стал возвращаться в Лондон, решив остаться во Франции и помочь Сопротивлению. Во время Нормандской кампании совершил десятки диверсий, пока союзники оттесняли немцев к Берлину.
Во время одной из миссий его схватили солдаты Schutzstaffel и вывели на поле, чтобы расстрелять, но прежде чем нацисты успели завершить казнь, товарищи Ларошфуко по Сопротивлению обстреляли немцев из пулемета, дав Ларошфуко  возможность уйти. Его последняя операция в тылу противника состоялась в апреле 1945 года, когда он возглавил ночной рейд по уничтожению каземата близ Сен-Вивьен-де-Медок на западном побережье Франции в устье Жиронды. Поднявшись по реке, он приблизился к каземату, убил там охранника и взорвал каземат. Вскоре после этого он получил травму колена, что вынудило его взять месячный отпуск. После Дня Победы отправился в Берлин, где его поцеловал Георгий Жуков,  который неправильно расслышал его имя как Ла Рочежуков.

### После войны
В 1946 году Управление специальных операций было расформировано. Будучи офицером послевоенной французской армии, Ларошфуко тренировал французские войска и проводил рейды на Вьетминь во время Первой Индокитайской войны, а также участвовал в Суэцком кризисе, в котором Франция присоединилась к Великобритании и Израилю в борьбе против Египта за контроль над Суэцким каналом.
В течение 30 лет, с 1966 по 1996 год Ларошфуко был мэром Узуэ-сюр-Трезе. В 2002 году были опубликованы его мемуары «La Liberté, C’est Mon Plaisir, 1940–1946 » .
В 1997 году Ларошфуко дал показания в защиту Мориса Папона, которого судили по обвинению в депортации 1600 французских евреев на смерть в нацистских концентрационных лагерях, когда он был чиновником французского коллаборационистского правительства Виши во время войны. Ларошфуко заявил суду, что Папон рисковал своей жизнью, чтобы помочь Сопротивлению и союзникам. Папон был признан виновным в соучастии в нацистских преступлениях против человечности, но бежал в Швейцарию, подавая апелляцию. Его арестовали в отеле Гштаада, где он зарегистрировался как Робер Рошфуко. Один из адвокатов Папона заявил, что Ларошфуко отдал свой паспорт Папону, чтобы помочь ему сбежать. Папон умер в 2007 году.
Известие о смерти Ларошфуко в возрасте 88 лет в Узуэр-сюр-Трезе появилось 8 мая 2012 года. Впервые об этом сообщила его семья во французской газете Le Figaro, а затем в конце июня об этом сообщили в британской прессе. 

## Награды
Среди других отличий Ларошфуко был удостоен звания кавалера Почетного легиона и награжден Военным крестом, Медалью Сопротивления, Британской медалью за выдающиеся заслуги  и Орденом за выдающиеся заслуги.

## Личная жизнь
Ларошфуко принадлежал к одной из старейших семей французского дворянства, среди членов которой был Франсуа де Ларошфуко, автор классической книги изречений XVII века.  Женился на Бернадетте де Марсье де Гонто-Бирон; у них был сын и три дочери .

## Публикации
- Robert de La Rochefoucauld. La Liberté, C'est Mon Plaisir, 1940-1946 :  [фр.]. — Paris : Perrin, 2002. — ISBN 9782262019846.